# Engin Sincer
Engin Sincer (Kampfname: Erdal) (* 2. März 1969 in Kahramanmaraş; † 18. August 2003 in den Kandil-Bergen) war ein ranghohes Mitglied der Arbeiterpartei Kurdistans (PKK). Er kam auf ungeklärte Weise ums Leben und wird von der Untergrundorganisation als Märtyrer verehrt.

## Leben
Engin Sincer kam als kleines Kind mit seiner Familie aus der Türkei nach Mainz. Dort absolvierte er auch das Gymnasium. In den Jahren 1988/89 schloss sich Sincer der PKK an. Die erste Parteischulung erhielt er im Jahre 1990 in Europa. Er war aufgrund seiner Sprachkenntnisse als Kader im „Büro für Außenbeziehungen“ tätig. Im Jahre 1992 reiste er in den Libanon. Dort erhielt er eine erste kurze Ausbildung an der Waffe und in Sachen Ideologie an der „Mahsum-Korkmaz-Akademie“, die noch im selben Jahr geschlossen wurde. Sincer ging daraufhin in den Nordirak und beteiligte sich dort an den „Südkrieg“. Ein Genosse und Freund Sincers starb bei den Kämpfen. Sincer selbst wurde leicht verletzt. Er stieg innerhalb der PKK-Hierarchie rasch auf und erhielt verschiedene Ränge: Scharführer und Gebietsverantwortlicher in der Gebirgsregion Cudi. Auf dem 6. Parteikongress im Februar des Jahres 1999 wurde er zum Mitglied des Zentralkomitees bestimmt. In der Folge war er verantwortlich für die Gebiete Gabar und Mardin. Auf dem außerordentlichen Parteikongress nach der Festnahme Öcalans wurde er als ZK-Mitglied bestätigt. Sein Tätigkeitsbereich lag in den Jahren 2000–2002 in Europa. Er war dort Mitglied in der Führung der PKK-Nachfolgeorganisation KADEK und Mitglied im Exekutivrat des „Nationalkongresses Kurdistan“ (KNK).

## Tod
August 2003 kehrte Sincer in den Nordirak zurück. Nur 15 Tage nach seiner Rückkehr kam er dort unter ungeklärten Umständen ums Leben. Die Organisation verheimlichte seinen Tod zunächst. Die türkische Tageszeitung Hürriyet, die fast drei Wochen später als erste darüber berichtete, sprach von einer internen Abrechnung und einer Hinrichtung, da Sincer von einem Amnestiegesetz habe profitieren wollen. Ferner habe die Autopsie ergeben, dass Sincer von zwei Kugeln getroffen worden sei. Die PKK erklärte anschließend, es handele sich um einen Unfall infolge von Salutschüssen oder Querschlägern.